# Evanescence
Evanescence [ɛvəˈnɛsəns] (engl. von lat. evanescere: „dahinschwinden“) ist eine US-amerikanische Alternative-Rock-Band aus Little Rock, Arkansas. Bekannt wurde die Band mit ihrem Debütalbum Fallen. Seitdem verkauften sie mehr als 30 Millionen Platten.

## Geschichte
Die Gruppe wurde von der Leadsängerin, Pianistin und Songschreiberin Amy Lee und Ben Moody gegründet. Die beiden lernten sich in einem Jugendcamp in Arkansas kennen, wo Moody Lee den Song I’d Do Anything for Love von Meat Loaf auf dem Piano spielen hörte.
Als die beiden feststellten, dass sie beide Anhänger der Sängerin Björk waren, begannen sie damit, gemeinsam Stücke zu schreiben – angefangen bei Solitude (von Amy Lee), gefolgt von Understanding (von Ben Moody), Give unto Me (von Amy Lee) und My Immortal (von Ben Moody). Die Songs wurden textlich und musikalisch von Lee modifiziert, was beiden gleich viel Anerkennung für die Kompositionen einbrachte. Bei den Überlegungen zum Bandnamen zogen Lee und Moody unter anderem „Childish Intentions“ und „Stricken“ in Betracht, entschieden sich dann für „Evanescence“ – „Dahinschwinden“. Amy Lee mochte den Namen, weil er mysteriös und dennoch schön klinge – genau das, was sie bewirken wollte.
Zwei der Lieder (Understanding und Give unto Me) fanden bald Aufnahme in das Programm lokaler Radiostationen, was ihnen auch Anfragen für Auftritte einbrachte. Bei einem Konzert 1998 veröffentlichten sie ihre erste, auf 100 Stück limitierte EP unter dem Titel Evanescence, im August 1999 gefolgt von einer zweiten, auf 50 Stück beschränkten EP mit Namen Sound Asleep. In einer Auflage von 2500 Stück erschien am 2. November 2000 bei dem lokalen Label Bigwig Enterprises das erste Album Origin, das genau wie die beiden EPs und die nachfolgende Promo-EP Mystary mittlerweile nicht mehr erhältlich ist. Aus diesem Grund erklärten Lee und Moody auch in Interviews, dass die Fans dieses Material aus dem Internet herunterladen sollten.
In der ursprünglichen Zweierbesetzung trat Evanescence anfänglich gar nicht und später mit steigendem Erfolg nur selten auf. Erst mit der Aufnahme von John LeCompt, Rocky Gray und Will Boyd Anfang 2003 entstand ein Line-Up, das auch live auftreten konnte. Gemeinsam begannen sie das vorhandene Material zu überarbeiten, wobei sie während Masteringarbeiten zu einer neuen Demoaufnahme von Produzent Pete Matthews entdeckt wurden. Dieser verschaffte ihnen einen Plattenvertrag bei dem New Yorker Label Wind-Up Records.

### Durchbruch 2003

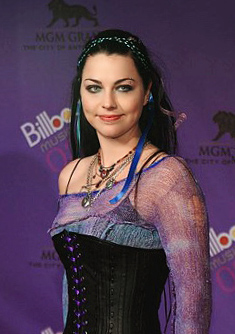
Die Sängerin der Band, Amy Lee, 2003 bei den Billboard Awards

Die Aufnahmen zu dem Album Fallen begannen. Zwei der für dieses Album vorbereiteten Lieder – Bring Me to Life und My Immortal – wurden für den Soundtrack von Daredevil verwendet, was den Durchbruch für Evanescence bedeutete. Bring Me to Life, bei dem Paul McCoy von 12 Stones als Gastmusiker singt, war ein weltweiter Hit und erreichte unter anderem Platz fünf in den US Billboard Hot 100 und Platz eins in den britischen Charts. Zusätzlich erhielt die Band bei den Grammy Awards 2004 neben der Ernennung zu „Beste neue Künstler“ für diese Single die Auszeichnung „Beste Hard-Rock-Darbietung“. My Immortal schaffte es auf Platz sieben in den US-Charts und Platz sieben in Großbritannien.
Im März 2003 wurde das Album Fallen veröffentlicht. Es stieg auf Platz sieben in die US-Albumcharts ein, kletterte auf Platz drei hoch und verbrachte insgesamt über 100 Wochen in den Charts. Insgesamt verkaufte sich das Album über 14 Millionen Mal und brachte der Band in über 35 Ländern Platin- und Gold-Auszeichnungen ein.

### Ausscheiden des Mitbegründers

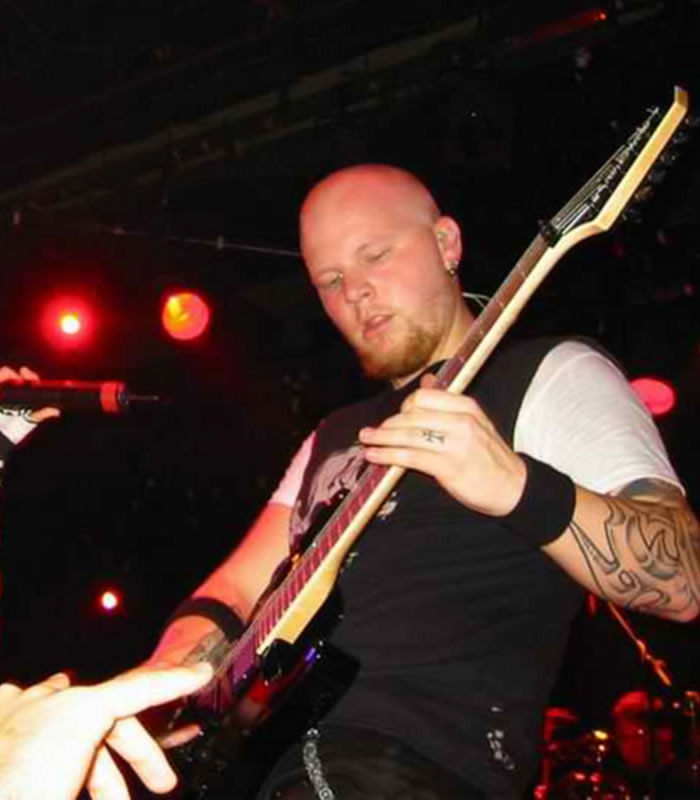
Ben Moody, Mitbegründer und ehemaliger Gitarrist der Band

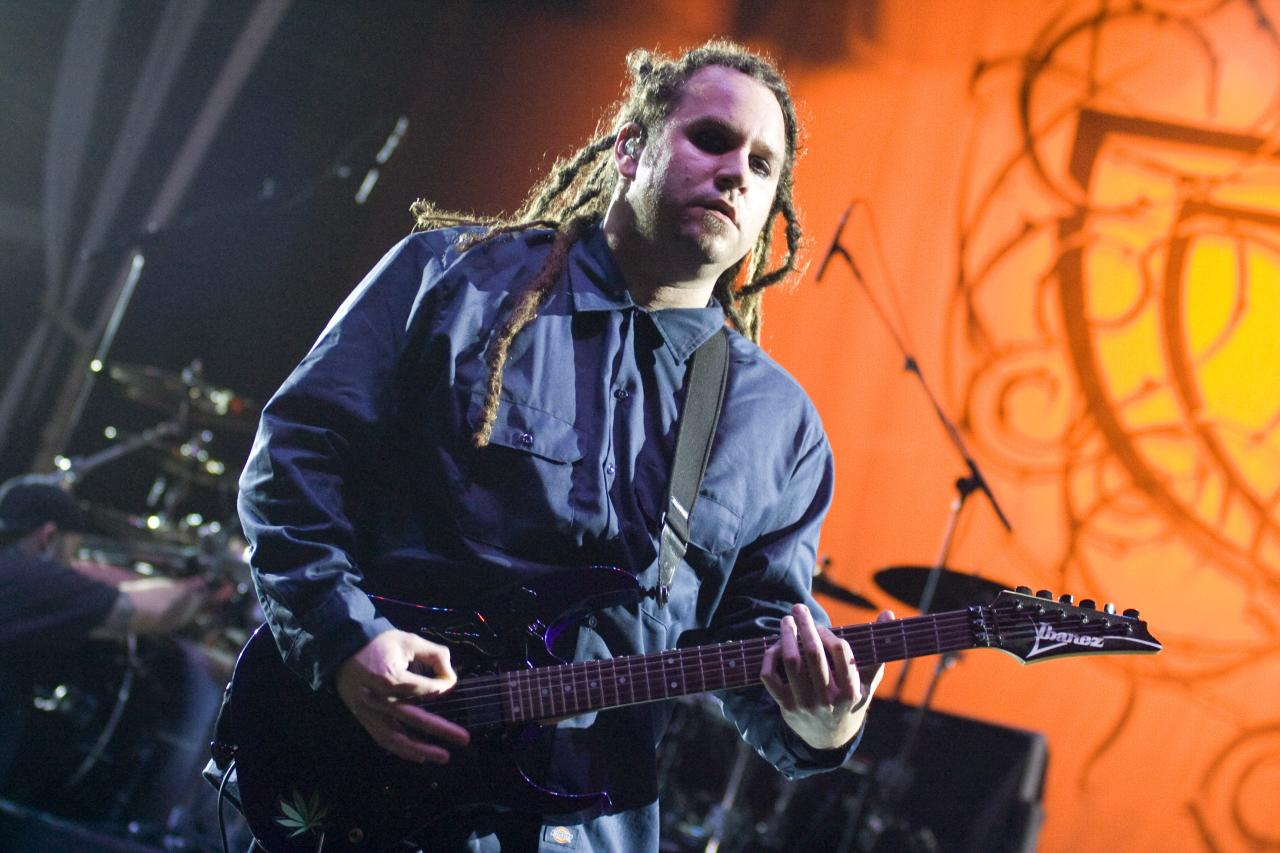
Terry Balsamo, 2003–2015 Gitarrist der Band, mit Evanescence auf dem Maquinária Festival

Während einer anschließenden Europatour verließ Mitbegründer Ben Moody im Oktober 2003 plötzlich die Band. “By that time, it was just so clear that [Amy and I] have grown into two completely different people […] We didn’t have any of the same desires for anything, especially not pertaining to our careers.” (deutsch: „Zu dieser Zeit war es einfach schon so eindeutig, dass [Amy und ich] zu zwei komplett unterschiedlichen Menschen geworden waren […] Wir hatten in allen Belangen nicht die gleichen Wünsche, speziell unsere Karrieren betreffend“). Als man Amy darauf ansprach, sagte sie dazu nur: “It’s actually been a relief. I don’t mean that as a negative toward Ben, but we’ve all been through a lot and we were at breaking point. And the thing is, we’d gotten to a point that if something didn’t change, we wouldn’t have been able to make a second record.” (deutsch: „Es war eigentlich eine Erleichterung. Ich meine das nicht negativ Ben gegenüber, aber wir alle hatten viel durchgemacht und waren an einem Scheidepunkt. Und die Sache ist, wir waren an einem Punkt, an dem wir nicht mehr in der Lage gewesen wären, ein zweites Album zu machen, hätte sich nicht etwas geändert“). Nachfolger wurde Terry Balsamo von der Band Cold, die 2003 als Vorgruppe von Evanescence auftrat.
2004 veröffentlichte Evanescence nach längerem Touren in neuer Formation Anywhere but Home, eine DVD/CD-Kompilation, die neben einem Konzert in Paris auch etwas Hintergrundmaterial und ein bis dahin unveröffentlichtes Lied enthielt.

### Änderungen im Umfeld 2005

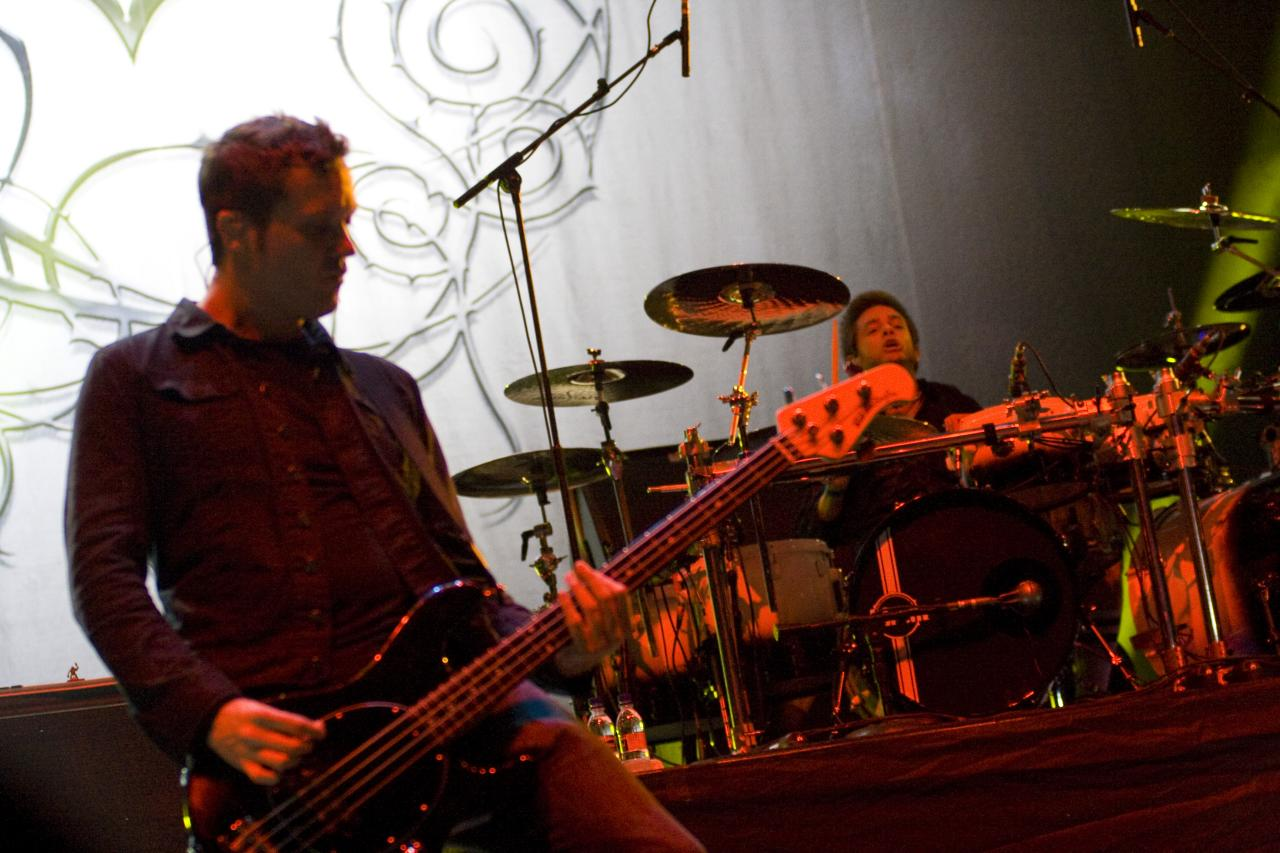
Tim McCord, seit 2006 Bassist der Band, auf dem Maquinária Festival

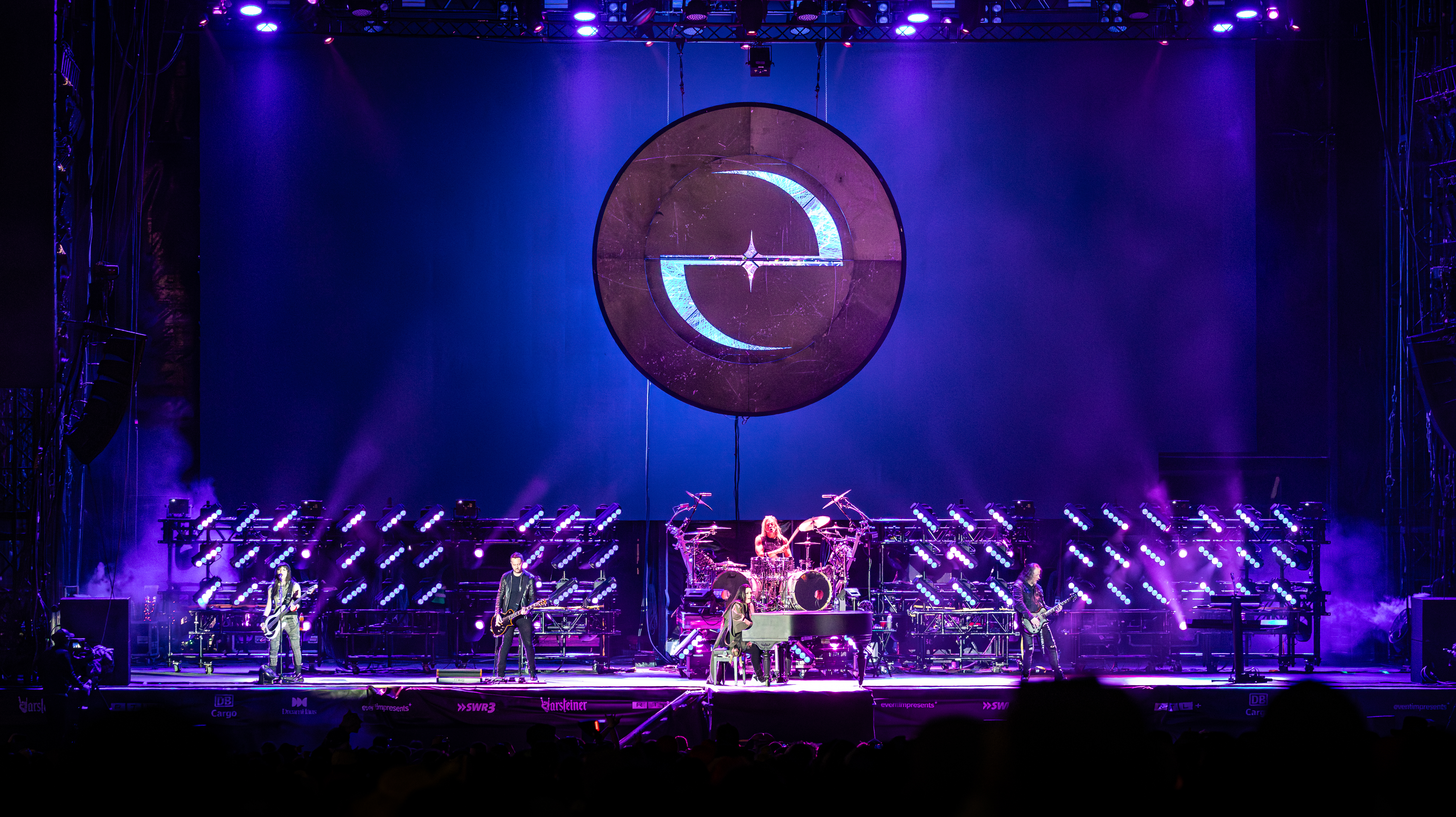
Evanescence live bei Rock am Ring 2023

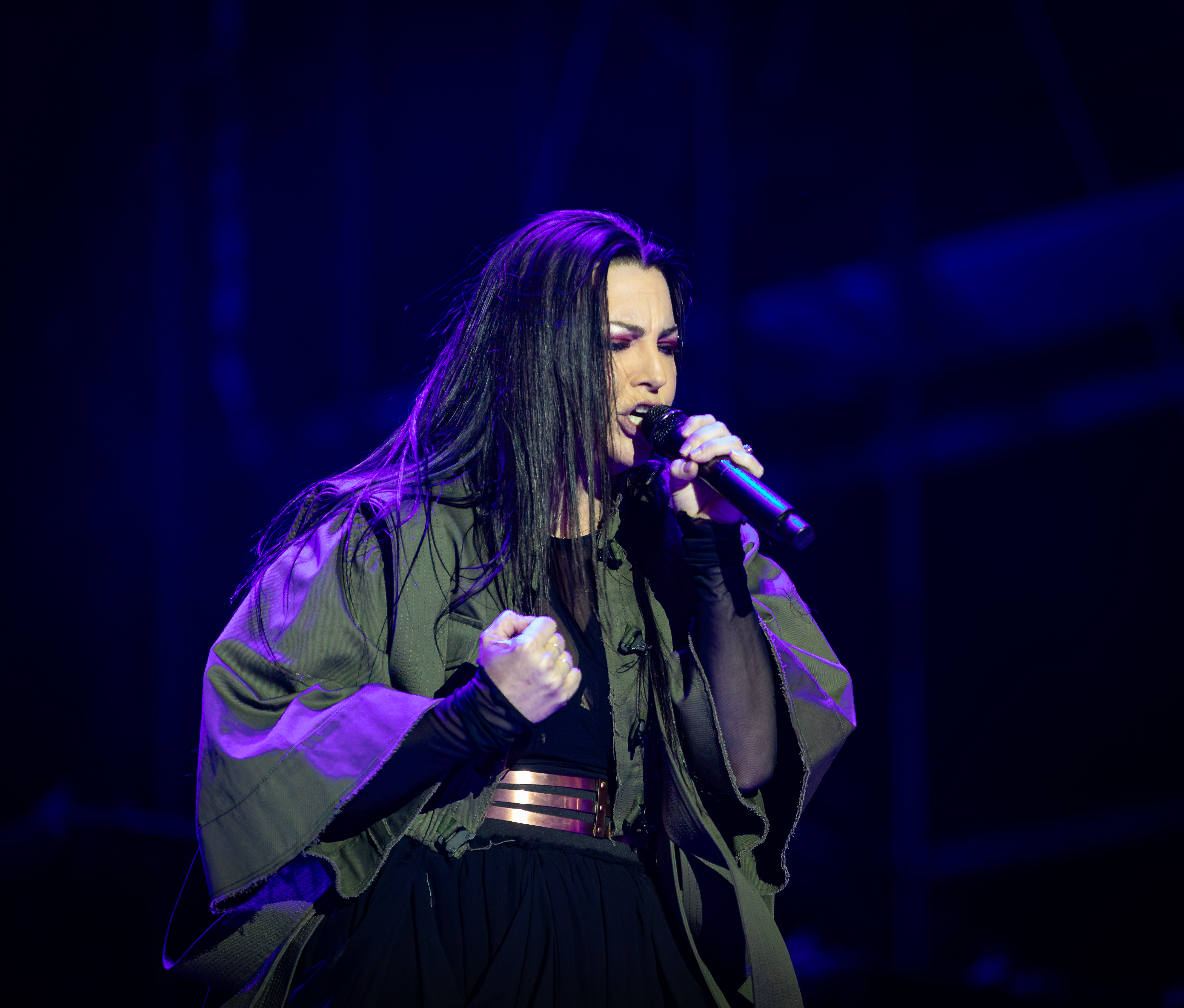
Amy Lee live bei Rock am Ring 2023

Die Aufnahmearbeiten zu dem nächsten Album begannen im September 2005. Kurz nach einer Aufnahme-Session hatte Gitarrist Terry Balsamo im November 2005 einen Schlaganfall, der vermutlich durch ein beim Headbangen entstandenes Gerinnsel in einer Halsarterie verursacht wurde. Dieser Vorfall, der Balsamo für längere Zeit halbseitig gelähmt zurückließ, und der Wechsel zu einem neuen Manager verzögerten die Fertigstellung und Veröffentlichung des Albums. Am 14. Juli 2006 gab Bassist Will Boyd bekannt, dass er die Band verlassen werde, um mehr Zeit mit seiner Familie verbringen zu können. Am 10. August 2006 wurde sein Nachfolger Tim McCord (Ex-The Revolution Smile) bekanntgegeben.
Am 3. Oktober 2006 erschien das Album The Open Door in den Vereinigten Staaten und Kanada. In der ersten Woche verkaufte es sich allein in den Vereinigten Staaten 447.000 Mal und stieg sofort auf Platz eins in den US-Albumcharts ein. Die darauffolgenden Monate bis Dezember 2007 verbrachte die Band hauptsächlich auf Welttournee.

### Neue Besetzung ab 2007
Am 5. Mai 2007 gab Wind-Up Records bekannt, dass Gitarrist John LeCompt und Schlagzeuger Rocky Gray nicht mehr bei Evanescence aktiv seien. Will Hunt und Troy McLawhorn (beide Mitglieder der Band Dark New Day) kamen als Ersatz zur Band. Lee gab bekannt, dass sie sich die beiden nur für einige Zeit ausborgen würden, deren Band jedoch bestehen bleiben solle. Troy McLawhorn blieb nur knapp ein Jahr in der Band und kehrte erst 2011 als ständiges Mitglied der Band zurück.
Die ehemaligen Mitglieder Ben Moody, John LeCompt und Rocky Gray haben zusammen mit der neuen Sängerin Carly Smithson (ehemalige Teilnehmerin von American Idol) ein neues Projekt namens „We Are the Fallen“ gegründet und 2009 eine erste Single veröffentlicht. Der Musikstil ähnelt sehr dem Stil von Evanescence – der Name der Band ist daher wohl auch nicht zufällig an den Namen des ersten Evanescence-Erfolgsalbums Fallen angelehnt. Das erste Album erschien am 11. Mai 2010.
Zugunsten von Haiti wurde von Evanescence ein Lied mit dem Titel Together Again veröffentlicht. Dieser Track war ursprünglich für The Open Door gedacht, ist aber aus unbekannten Gründen nicht im Album enthalten. Der Song ist seit Februar 2010 digital erhältlich.
Das dritte Studioalbum Evanescence wurde am 7. Oktober 2011 veröffentlicht. Ihren Angaben zufolge soll das Album eine neue Seite der Band darstellen und hat mit dem Genre der beiden Vorgängeralben nichts zu tun.
Am 9. August 2011 wurde What You Want als erste Single des neuen Albums veröffentlicht. Die Single konnte sich durch Download auf Platz 84 der deutschen Charts platzieren. Für den Film Underworld: Awakening steuerte die Band den Titel Made of Stone bei. Nach der Tour 2012 verkündete Amy Lee, dass die Band eine kreative Pause machen werde.
Im Juli 2015 wurde Gitarrist Terry Balsamo durch die deutsche Gitarristin Jen Majura ersetzt.
Am 10. November 2017 meldete sich Evanescence mit dem neuen Album Synthesis, das nebst einigen neuen Liedern hauptsächlich alte Lieder mit orchestralem Arrangement enthält, aus einer Schaffenspause zurück. Vorab wurde die neue Single Bring Me to Life (Synthesis) am 18. August 2017 veröffentlicht. Am 15. September 2017 folgte die zweite Single Imperfection.
Das fünfte Studioalbum von Evanescence, The Bitter Truth, wurde am 26. März 2021 veröffentlicht. Das Album erreichte Platz 3 der US-Albumcharts, Platz 4 in Großbritannien und Platz 2 in Deutschland. Als Gastmusiker traten unter anderem Lzzy Hale, Sharon den Adel, Lindsey Stirling und Taylor Momsen in Erscheinung.
Am 21. Mai 2022 gab die Band die Trennung von Gitarristin Jen Majura bekannt.

## Stil
Als musikalische Einflüsse führt die Band unter anderem Garbage, Living Sacrifice, Type O Negative, Portishead, Counting Crows und Sarah McLachlan an. Verglichen wurde die Musik indes mit jener von Lacuna Coil, mit weniger Aggressivität im instrumentalen Spiel, sowie mit jener von Linkin Park, allerdings „mit Frauenstimme“.
Anfangs wurde Evanescence der christlichen Rock-Szene zugeordnet. Zwar ist Amy Lee nach eigenen Angaben Christin, als Band distanziert sich Evanescence allerdings seit der Veröffentlichung ihres Albums Fallen von der christlichen Musikszene. Indes ordnen sie Rosenberg und Krovatin in ihrer Metal-Enzyklopädie Hellraisers der Erfolgswelle des Nu Metal zu. Die gespielte Musik nutzt Elemente des Nu- und Alternative-Metal, in Form moderner und gitarrenlastiger Rockmusik die die Gruppe mit dem „ausdrucksstarken, oftmals melancholisch-kraftvollen Gesang von Amy Lee, […] durchsetzt von dem ein oder anderen Synth-Sound und einem leichten Hang zur Balladenlastigkeit.“
Obwohl die Gruppe, unter anderem aufgrund ihrer Popularität in der Schwarzen Szene und ihres entsprechenden Auftretens, mit dem Sammelbegriff Gothic Metal versehen wird, geht sie zur Gothic-Szene auf Distanz.

„Wir sind keine Gothic-Kids. Unsere Musik ist aus einer Vielzahl von Quellen inspiriert, wir lieben Björk, aber mehr als alles andere stehen wir auf orchestrale Musik.“

Musikalische Überschneidungen zum eigenständigen Stil Gothic Metal sind ebenfalls nicht vorhanden. In Genredarstellungen wird die Band gar als Exempel für Fremdnutzungen von Stilbegriffen in der Schwarzen Szene und speziell im Gothic Metal angeführt.

## Diskografie
Studioalben

| Jahr | Titel Musiklabel                             | Höchstplatzierung, Gesamtwochen, AuszeichnungChartplatzierungen (Jahr, Titel, Musiklabel, Platzierungen, Wochen, Auszeichnungen, Anmerkungen) | Höchstplatzierung, Gesamtwochen, AuszeichnungChartplatzierungen (Jahr, Titel, Musiklabel, Platzierungen, Wochen, Auszeichnungen, Anmerkungen) | Höchstplatzierung, Gesamtwochen, AuszeichnungChartplatzierungen (Jahr, Titel, Musiklabel, Platzierungen, Wochen, Auszeichnungen, Anmerkungen) | Höchstplatzierung, Gesamtwochen, AuszeichnungChartplatzierungen (Jahr, Titel, Musiklabel, Platzierungen, Wochen, Auszeichnungen, Anmerkungen) | Höchstplatzierung, Gesamtwochen, AuszeichnungChartplatzierungen (Jahr, Titel, Musiklabel, Platzierungen, Wochen, Auszeichnungen, Anmerkungen) | Anmerkungen                                                    |
| Jahr | Titel Musiklabel                             | DE | AT | CH | UK | US | Anmerkungen                                                    |
| ---- | -------------------------------------------- | --- | --- | --- | --- | --- | -------------------------------------------------------------- |
| 2003 | Fallen Epic Records • Wind-Up Records (Sony) | DE2 ×7Siebenfachgold · (74 Wo.)DE | AT1 Platin · (74 Wo.)AT | CH2 ×2Doppelplatin · (76 Wo.)CH | UK1 ×4Vierfachplatin · (88 Wo.)UK | US3 Diamant · (116 Wo.)US | Erstveröffentlichung: 4. März 2003 Verkäufe: + 17.000.000      |
| 2006 | The Open Door Wind-Up Records (Sony BMG)     | DE1 Platin · (26 Wo.)DE | AT2 Gold · (25 Wo.)AT | CH1 Platin · (26 Wo.)CH | UK2 Platin (Wind-Up) + Silber (Craft Recordings) · (20 Wo.)UK                                                                                 | US1 ×2Doppelplatin · (48 Wo.)US | Erstveröffentlichung: 25. September 2006 Verkäufe: + 5.000.000 |
| 2011 | Evanescence Wind-Up Records (EMI)            | DE5 (17 Wo.)DE | AT4 (10 Wo.)AT | CH4 (18 Wo.)CH | UK4 Gold · (7 Wo.)UK | US1 Gold · (27 Wo.)US | Erstveröffentlichung: 5. Oktober 2011 Verkäufe: + 699.473      |
| 2017 | Synthesis Sony Music (Sony)                  | DE5 (9 Wo.)DE | AT11 (4 Wo.)AT | CH9 (8 Wo.)CH | UK23 (2 Wo.)UK | US8 (2 Wo.)US | Erstveröffentlichung: 8. November 2017 Verkäufe: + 34.000      |
| 2021 | The Bitter Truth Columbia Records (Sony)     | DE2 (10 Wo.)DE | AT5 (4 Wo.)AT | CH1 (8 Wo.)CH | UK4 (1 Wo.)UK | US11 (1 Wo.)US | Erstveröffentlichung: 26. März 2021 Verkäufe: + 29.000         |

## Auszeichnungen
- 2003: Billboard Music Award New Group Artist of the Year
- 2003: Billboard Music Award Soundtrack Single of the Year für Bring Me to Life
- 2004: Grammy Award Best New Artist
- 2004: Grammy Award Best Hard Rock Performance für Bring Me to Life
- 2004: Echo Rock/Pop Gruppe International
- 2004: Echo Alternative-Gruppe International für Fallen
- 2007: MTV Latin America Award Best International Rock Artist